# Каракур
Караку́р (каз. Қарағұр) — село у складі Сузацького району Туркестанської області Казахстану. Адміністративний центр Каракурського сільського округу.
До 1993 року село називалось Енгельс.
Населення — 2121 особа (2021; 2114 у 2009, 2105 у 1999, 1517 у 1989).